# Dictyophara lindbergi
Dictyophara lindbergi är en insektsart som beskrevs av Metcalf 1955. Dictyophara lindbergi ingår i släktet Dictyophara och familjen Dictyopharidae.
Artens utbredningsområde är Spanien. Inga underarter finns listade i Catalogue of Life.